# Fuente la Lancha
Fuente la Lancha è un comune spagnolo di 416 abitanti situato nella comunità autonoma dell'Andalusia, nella provincia di Cordova. Fa parte della comarca di Los Pedroches.